# Carlo Carafa (cardinale)
Carlo Carafa (Napoli, 29 marzo 1517 – Roma, 4 marzo 1561) è stato un cardinale e militare italiano.

## Biografia
Fu il terzo figlio, dopo Giovanni e Antonio, di Giovanni Alfonso Carafa, conte di Montorio, e di Caterina Cantelmo. Un suo zio, Giovanni Pietro Carafa, cardinale dal 1536, nel 1555 diverrà papa con il nome di Paolo IV.
Fu paggio del cardinale Pompeo Colonna e nel 1534 Paolo III lo fece cavaliere dell'Ordine di San Giovanni di Gerusalemme e priore a Napoli.
Ebbe una vita molto sregolata, prima con una dubbia carriera di soldato mercenario in Italia e Germania e poi per l'esilio da Napoli a causa di omicidio e brigantaggio. Venne anche accusato di aver provocato il massacro di soldati spagnoli in un ospedale in Corsica.
Venne nominato cardinale nipote da Paolo IV dal 1555 al 1559 e anche segretario di Stato, ma il suo governo fu molto infelice in quanto il Papato dovette subire un'umiliante sconfitta dalla Spagna di Filippo II (Guerra del sale). Sembra che la sua politica fosse, infatti, filo-francese al fine di ottenere una signoria in Toscana, probabilmente nella parte meridionale della regione. Invece si arrivò alla pace di Cave (1557) che sancì il dominio spagnolo su queste zone.
Il suo governo fu molto impopolare a Roma soprattutto per la sua avarizia, crudeltà e licenziosità; fu spesso accusato dai suo coevi di omosessualità, tanto che nel gennaio 1559 Paolo IV lo sollevò dalla carica di cardinale nipote (fu sostituito da Alfonso Carafa).
Nel giugno 1560 papa Pio IV, successore di Paolo IV, arrestò i capi della famiglia Carafa per gli abusi di potere esercitati nel precedente papato e Carlo Carafa venne condannato insieme al fratello Giovanni e venne sottoposto a esecuzione tramite strangolamento nella notte del 4 marzo 1561.